# Automatisch schrijven
Automatisch schrijven (ook wel écriture automatique genoemd) is het schrijven zonder vooropgezet idee, met het doel de tekst te gebruiken voor een literair doel.
Automatisch schrijven (in België: automatisch schrift) wordt ook gebruikt als psychologische term voor het onbewuste schrijven: het vrijelijk uiten van het onbewuste zonder correctie door de rede. Het is als zodanig een vorm van automatisme, met toepassingen binnen psychologie, literatuur en parapsychologie.

## Literair
Literair gezien kan automatisch schrijven worden vergeleken met improviseren. De auteur schrijft wat in hem opkomt, ongeacht of het syntactisch juist is of niet. Het idee is dat men zo het onbewuste aanspreekt en op die manier tot nieuwe en onverwachte teksten kan komen, die evenwel qua idee dicht bij de opsteller liggen. De ontstane teksten worden vaak (niet per se) verwerkt tot poëzie, waarna ze dikwijls geredigeerd worden. Auteurs die automatisch schrijven toepasten zijn: André Breton, Louis Aragon en Guillaume Apollinaire.

Automatisch schrijven wordt wel een surrealistische techniek genoemd (net als het cadavre exquis), omdat deze voor het eerst doelbewust werd toegepast bij Dada en het surrealisme.

## Voorbeeld
De meiboom fladdert over het aderwerk van de wereld als nu het breken zou aanbreken.
buiten aan de sponzige leeuwerik hangt de stenige hemel waaruit dooiers en aardbollen vallen.
begin van: de drievuldige vogel, Hans Arp, vert. Jan H. Mysjkin
Teksten stekten steksten tesken welke automatische, instinctieve schrijflust vaak tot gevolg hebben zodat blauwe teksten verschijnen als de zool van mijn linkervoet zonder huid maar bedekt met hoornvlies waardoor zwemmen soepel gaat in stroopachtig zeewater in IJsland met als duikuitrusting driedelig zwart met hoge hoed en drie ons ham alstublieft.
Willem den Broeder